# Blerick vasútállomás
Blerick vasútállomás vasútállomás Hollandiában, Venlo városában.

## Vasútvonalak
Az állomást az alábbi vasútvonalak érintik:
- Venlo–Eindhoven-vasútvonal
- Nijmegen–Venlo-vasútvonal

## Kapcsolódó állomások
A vasútállomáshoz az alábbi állomások vannak a legközelebb:
- Venray vasútállomás (Nijmegen–Venlo-vasútvonal, északnyugat)
- Horst-Sevenum vasútállomás (Venlo–Eindhoven-vasútvonal, északnyugat)
- Venlo vasútállomás (Venlo–Eindhoven-vasútvonal, Nijmegen–Venlo-vasútvonal, délkelet)